# Levín
Levín – gmina w Czechach, w powiecie Litomierzyce, w kraju usteckim. 1 stycznia 2014 liczyła 133 mieszkańców.